# Lucius Cornelius Pusio
Lucius Cornelius Pusio (vollständige Namensform Lucius Cornelius Luci filius Galeria Pusio) war ein römischer Politiker und Senator in der Zeit von Nero bis Vespasian.
Seine Karriere ist durch den Fund einer Statue mit Inschrift bekannt geworden. Diese wurde ihm von einem Centurio gewidmet, der unter Cornelius in der Legio XVI Gallica gedient hatte.
Während seiner Laufbahn war er viermal vir viarum curandarum (Beamter für das Straßenwesen), Tribunus militum bei der Legio XIIII Gemina, tribuno plebis (Volkstribun) und in der Zeit von etwa 54 bis 56 n. Chr. Legat der Legio XVI Gallica.
In den Anfangsjahren der Regentschaft von Kaiser Vespasian bekleidete er einmal das Suffektkonsulat, das genauere Jahr ist nicht bekannt. Sein Sohn Lucius Cornelius Pusio Annius Messalla erreichte ebenfalls das Suffektkonsulat.
Pusio war in der Tribus Galeria eingeschrieben.